# Adrian Dumitriu
Adrian Dumitriu war ein rumänischer Richter und Politiker der Rumänischen Kommunistischen Partei. Er war von 1965 bis 1970 rumänischer Justizminister.

## Leben
Dumitriu wurde am 6. März 1945 Unterstaatssekretär für Industrie und Handel im ersten Kabinett von Ministerpräsident Petru Groza und war dort bis zum 30. November 1946 für Kriegsindustrie verantwortlich. 
Später war Dumitriu als Richter tätig und 1959 Vorsitzender eines Gerichts im Prozess gegen den nach Rumänien entführten Oliviu Beldeanu. Dieser war am 14. Februar 1955 Anführer der bewaffneten Besetzung der rumänischen Botschaft in Bern, die fünf Exilrumänen aus der Bundesrepublik Deutschland in der Schweiz verübt hatten. Zu Dumitrius Mittätern gehörten Stan Codrescu, Ioan Chirila, Dumitru Ochiu und Tudor Ciochină. Das Ziel der Gruppe war die Freilassung von politischen Häftlingen in Rumänien. Ein Botschaftsangehöriger wurde bei dem Schusswechsel getötet, der Gesandte Emmerich Stoffel konnte mit seiner Ehefrau aus dem Fenster des Gärtnerhauses der Gesandtschaft flüchten und blieb unverletzt. Die Täter wurden in der Schweiz verurteilt, und zwar Oliviu Beldeanu zu vier Jahren Haft und einem Einreiseverbot in die Schweiz für acht Jahre, Codrescu zu drei Jahren Haft, Chirila zu zwei Jahren Haft, Ochiu zu einem Jahr vier Monaten Haft sowie Tudor Ciochină zu 40 Tagen Haft, die sie in Schloss Thorberg verbüßten. Der Haupttäter Beldeanu wurde nach seiner Haftentlassung vom Staatssicherheitsdienst (Securitate) nach Rumänien entführt, wo er durch das unter dem Vorsitz von Dumitriu stehende Gericht zum Tode verurteilt wurde. Das Todesurteil wurde am 18. Februar 1960 in Jilava vollstreckt.
1959 fungierte er zudem als Vorsitzender des Gerichts, das den Philosophen und Publizisten Constantin Noica, den Literaturkritiker Dinu Pillat, den Schriftsteller Alexandru Paleologu, den Journalisten Arșavir Acterian am 1. März 1960 als „Volksfeinde und mystisch-intellektuelle Bande der Eisernen Garde wegen konspirativer Verbrechen gegen die sozialistische Ordnung“ zu 25 Jahren sowie den Schriftsteller und orthodoxen Eremiten Nicolae Steinhardt zu 13 Jahren Zwangsarbeit verurteilte.
Am 20. März 1965 übernahm Dumitriu im zweiten Kabinett von Ministerpräsident Ion Gheorghe Maurer das Amt des Justizministers (Ministrul justiției) und hatte dieses bis zum 28. November 1970 inne, woraufhin er durch Teodor Vasiliu abgelöst wurde.